# 林赛·亨特
小林赛·本森·亨特（英語：Lindsey Benson Hunter, Jr.，1970年12月3日—），出生于密西西比州尤蒂卡，美国职业篮球运动员，司职控球后卫。

## NBA生涯
在1993年NBA选秀中被底特律活塞队在第一轮第10顺位选中，随洛杉矶湖人和底特律活塞队获得了2枚NBA总冠军戒指。
2012年1月18日亨特接替被開除的阿尔文·金特利擔任代理總教練。

## 禁药事件
2007年3月7日，亨特因为查出兴奋类药物芬特明检测成阳性而遭到联盟十场禁赛。他声称是服用了妻子的减肥药造成他检测成阳性的。 （页面存档备份，存于）
他目前和妻子Ivy以及四个赛季定居在密歇根州的普利茅斯。

## 主教练战绩
| 隊伍 | 年份    | 常規賽 | 常規賽 | 常規賽 | 常規賽 | 常規賽           | 季後賽 |
| 隊伍 | 年份    | 比賽   | 勝     | 負     | 勝率   | 排名             | 季後賽 |
| ---- | ------- | ------ | ------ | ------ | ------ | ---------------- | ------ |
| PHX  | 2012-13 | 41     | 12     | 29     | .293   | 太平洋赛区第五名 | 未进入 |
| 總計 | 總計    | 41     | 12     | 29     | .293   |                  |        |